# Gazeta Wyborcza
Gazeta Wyborcza [gazeta vyborča] (česky Volební noviny) jsou celopolské noviny, druhý nejprodávanější polský deník, který vydává mediální koncern Agora S. A. (akciová společnost). I přes drastický pokles popularity a nákladu v posledních letech je Gazeta Wyborcza stále považována nejen za nejvýznamnější liberální polský deník, ale i za jeden z nejvlivnějších a nejvýznamnějších tiskových orgánů v Polsku.[zdroj?]

## Historie
Vznikla na základě dohod u kulatého stolu na jaře 1989 jako deník reprezentující opozici (Solidaritu) v období předvolební kampaně (proto ten název). První osmistránkové číslo vyšlo 8. května 1989 v nákladu 150 tisíc výtisků. Připravilo ho 20 novinářů spojených se samizdatovým týdeníkem Tygodnik Mazowsze [mazovše]. Po roce a půl již činil průměrný náklad 500 tisíc výtisků. V roce 2005, kdy byla GW na vrcholu, se náklad pohyboval okolo 450 tis. a odhadovalo se, že noviny čte na 5,5 mil. lidí. Od roku 2007 ovšem začal náklad setrvale klesat a na počátku roku 2016 se pohyboval okolo 170 tisíc výtisků.
Od počátku existence je šéfredaktorem Adam Michnik. Redakční tým má asi 780 novinářů po celé zemi a 5 korespondentů v zahraničí.
V září 1990 v důsledku stále větších rozporů v bývalém táboře Solidarity odňal tehdejší předseda NSZZ „S“ (Nezávislý samosprávný odborový svaz Solidarita) Lech Wałęsa právo používat logo odborů a heslo Není svobody bez Solidarity (Nie ma wolności bez Solidarności).
V roce 2003 obvinila Agora, vydavatel Gazety Wyborczé, čelního filmového producenta Lwa Rywina z pokusu vymámit z Agory úplatek výměnou za změnu tzv. „mediálního zákona“. Změna zákona měla Agoře umožnit koupit Polsat, jednu z celopolských televizních stanic. Případ známý jako Rywinova aféra vedl ke zřízení sejmové vyšetřovací komise, jejímž vyvrcholením bylo odsouzení Lwa Rywina za napomáhání při úplatné protekci Agory.